# Kompolje (gmina Lukovica)
Kompolje – wieś w Słowenii, w gminie Lukovica. W 2018 roku liczyła 43 mieszkańców.